# Carpentras
Carpentras (occitană Carpentràs) este un oraș în sudul Franței, sub-prefectură a departamentului Vaucluse în regiunea Provence-Alpi-Coasta de Azur.
1. ↑  répertoire géographique des communes, accesat în 26 octombrie 2015
2. ↑  dataset of postal codes in France, 1 octombrie 2018